# Gero von Gersdorff
Gero Wolf Rudolf Baron von Gersdorff (ur. 11 listopada 1909 w Oławie, zm. 1 grudnia 1941 pod Moskwą) – SS-Sturmbannführer, zastępca kierownika narodowo-socjalistycznej partii działającej na terenie II RP Zjednoczenie Niemieckie. Podporucznik rezerwy Wojska Polskiego.

## Życiorys
Syn Rudolfa Georga von Gersdorffa, właściciela majątku Parsko. Absolwent uniwersytetów w Berlinie i Heidelbergu z tytułem doktora nauk politycznych. W okresie międzywojennym, po ukończeniu podchorążówki w Grudziądzu, Gero służył w 16 Pułku Ułanów w Bydgoszczy. Po nominacji na pierwszy stopień oficerski ze starszeństwem od dnia 1 stycznia 1933 roku, przydzielono go do tej jednostki jako oficera rezerwy. Od 1937 roku zastępca kierownika Zjednoczenia Niemieckiego w Bydgoszczy. Jeden z głównych oskarżonych w procesie chojnickim, skazany na 15 miesięcy odosobnienia, amnestionowany przez prezydenta Mościckiego w 1938 roku. 1 września 1939 roku von Gersdorff, został wraz z innymi członkami DV internowany. Po kampanii wrześniowej został mianowany do stopnia SS-Sturmbannführera. Był kuzynem odkrywcy grobów katyńskich generała Rudolfa-Christopha von Gersdorffa, uczestnika niedoszłego zamachu na Hitlera. Poległ w grudniu 1941 roku pod Moskwą.